# 海神花屬
海神花屬（Protea）是山龍眼科的一個屬，大約有115個種，原產於非洲熱帶地區，包括南非、肯亞、坦尚尼亞、烏干達、辛巴威及衣索匹亞等地。屬名Protea是以希臘神話中海神普羅透斯（Proteus）的名字命名的，海神普羅透斯具有可以隨意變換外形的神力，用來形容海神花屬植物多變的外觀。也有人根據屬名Protea的發音，將屬名翻譯為普洛提亞。

## 語源
屬名來自古希臘海神普羅透斯。

## 分佈
海神花屬植物主要分佈在非洲南部，而大多數的種類原生於林波波河以南的地區，然而，吉力馬扎羅海神花卻是分佈在肯亞山國家公園的夏旱灌叢區（chaparral zone）。海神花屬百分之九十二的物種僅見於南非的開普植物區，分佈在開普地區，由克蘭威廉（Clanwilliam）至格列漢斯頓（Grahamstown）的一狹長地帶之間。

## 形態
常綠性灌木，植株高度在數十公分至三公尺左右，樹幹直立。葉互生，革質，有長柄。花序為頭狀花序，單生於枝條頂端，某些種類的花序直徑可達二十公分左右。總苞片位於花序的外圍，將花序包住，外觀像是花瓣一樣，具有亮麗的色彩。

## 種類
- 根莖海神花（Protea acaulos）
- 銳葉海神花（Protea acuminata）
- 安哥拉海神花（Protea angolensis）
- 雷地史密斯海神花（Protea aristata）
- 糙葉海神花（Protea aspera）
- 散生海神花（Protea asymmetrica）

- 羽毛球海神花（Protea aurea）

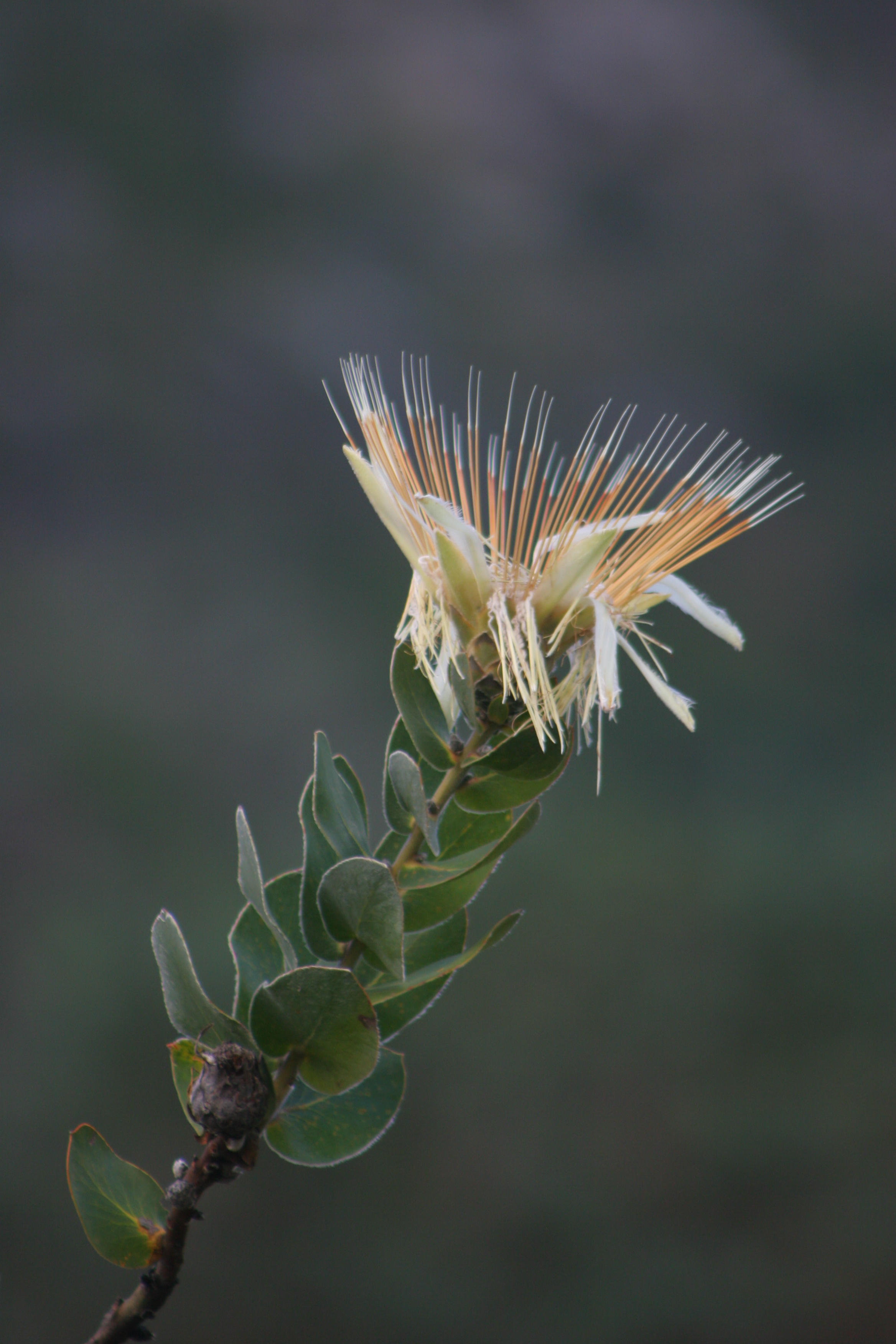
羽毛球海神花

- 布氏海神花（Protea burchellii）
- 簇生海神花（Protea caespitosa）
- 海神花（Protea caffra）
- 凹葉海神花（Protea canaliculata）
- 密生海神花（Protea compacta）
- 康普頓海神花（Protea comptonii）
- 大葉海神花（Protea convexa）

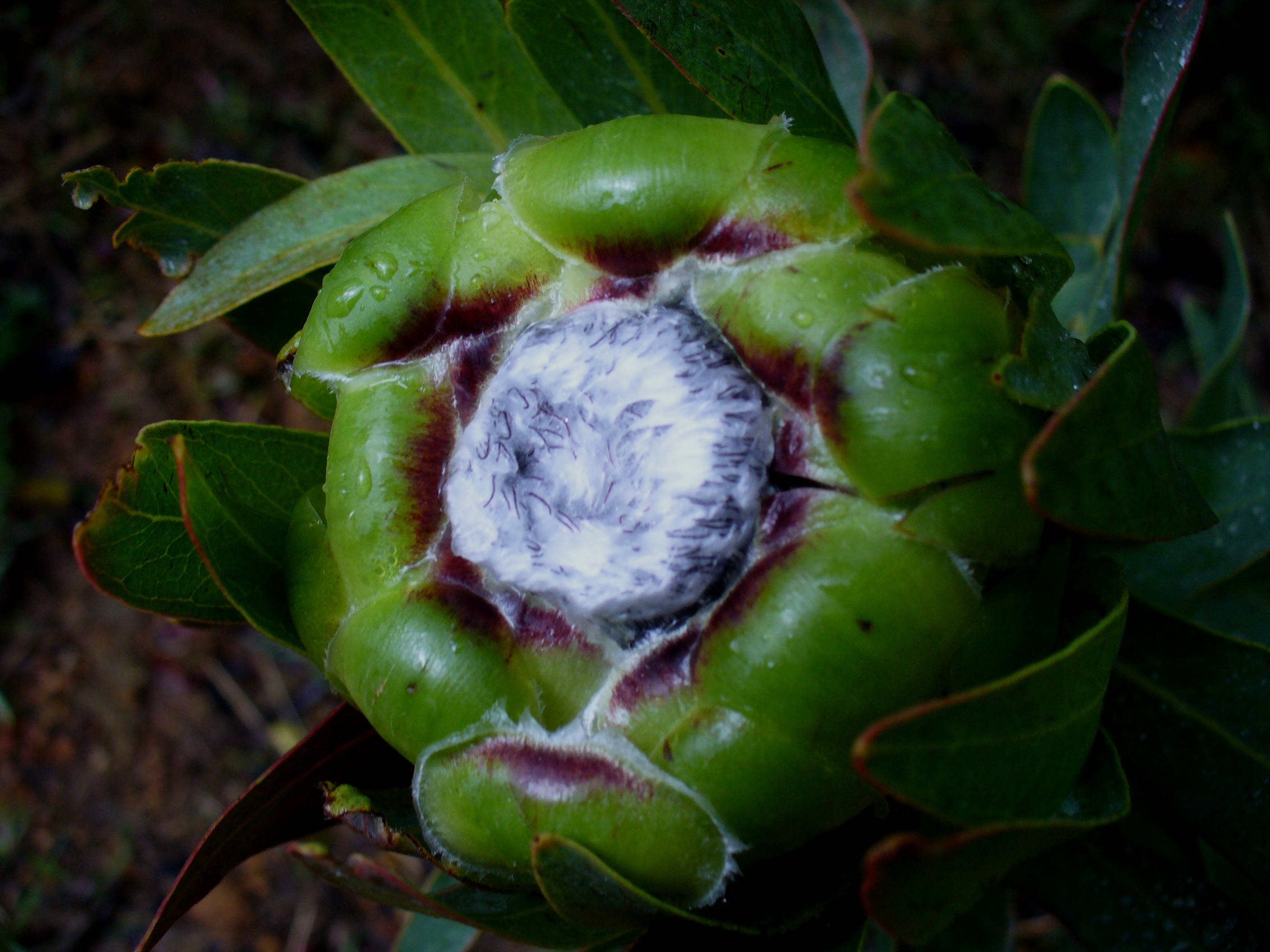
綠花海神花

- 綠花海神花（Protea coronata）
- 雪球海神花（Protea cryophila）
- 巴伯頓海神花（Protea curvata）
- 國王海神花（Protea cynaroides），又名帝王花，是南非的國花。

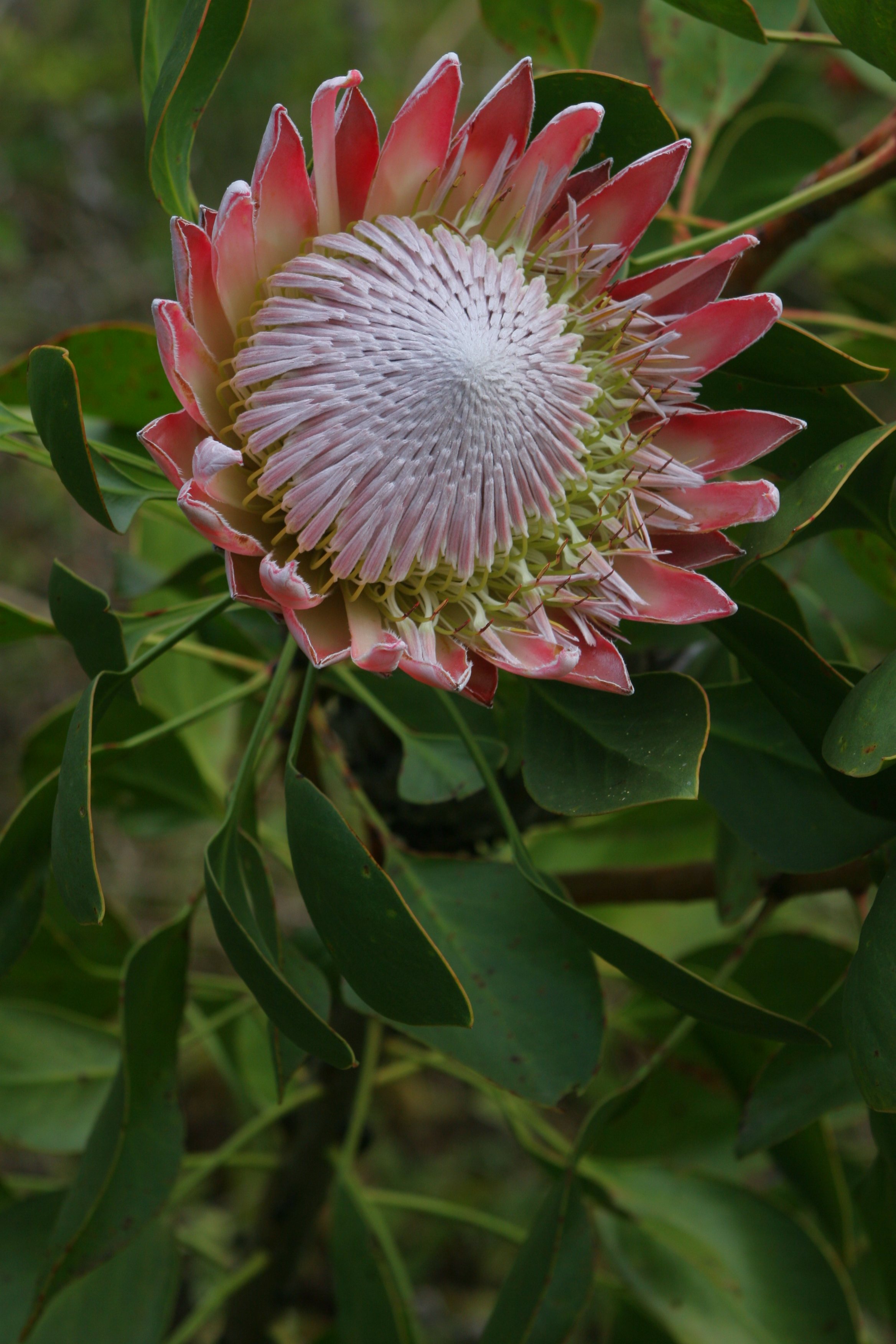
國王海神花

- 齒葉海神花（Protea denticulata）
- 龍山海神花（Protea dracomontana）
- Protea effusa
- Protea enervis
- 闊葉海神花（Protea eximia）
- 多葉海神花（Protea foliosa）
- Protea gaguedi
- 克蘭威廉海神花（Protea glabra）
- 紅花海神花（Protea grandiceps）
- Protea holosericea
- 大果海神花（Protea inopina）
- 叢生海神花（Protea intonsa）
- 吉力馬扎羅海神花（Protea kilimanjaro）
- 霍屯督海神花（Protea lacticolor）

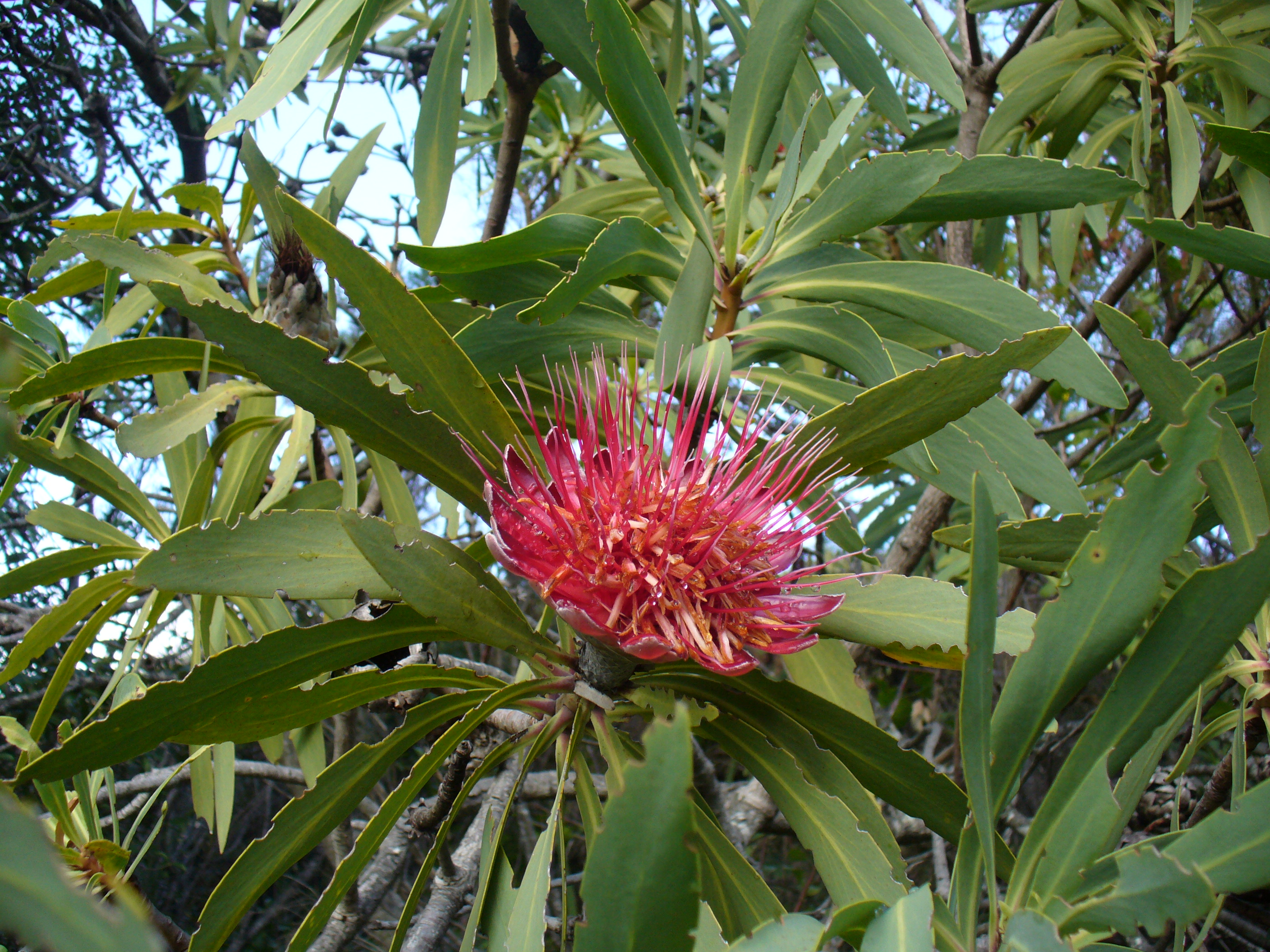
布萊德海神花

- 布萊德海神花（Protea laetans）
- 光葉海神花（Protea laevis）
- 披針葉海神花（Protea lanceolata）
- 樟葉海神花（Protea laurifolia）
- Protea lepidocarpodendron

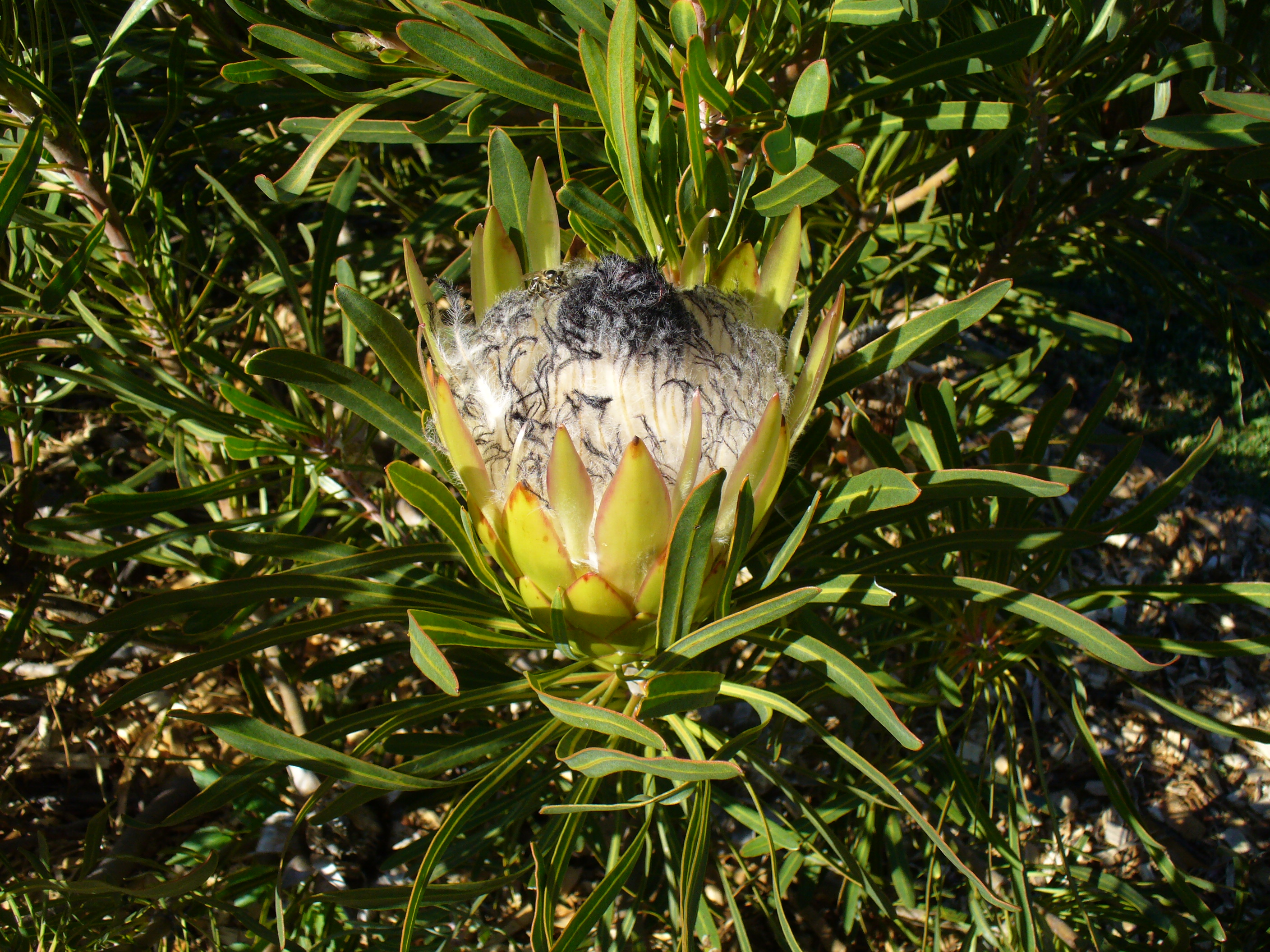
長葉海神花

- 長葉海神花（Protea longifolia）
- 帶狀葉海神花（Protea lorea）
- 扭葉海神花（Protea lorifolia）
- 曼迪海神花（Protea madiensis）

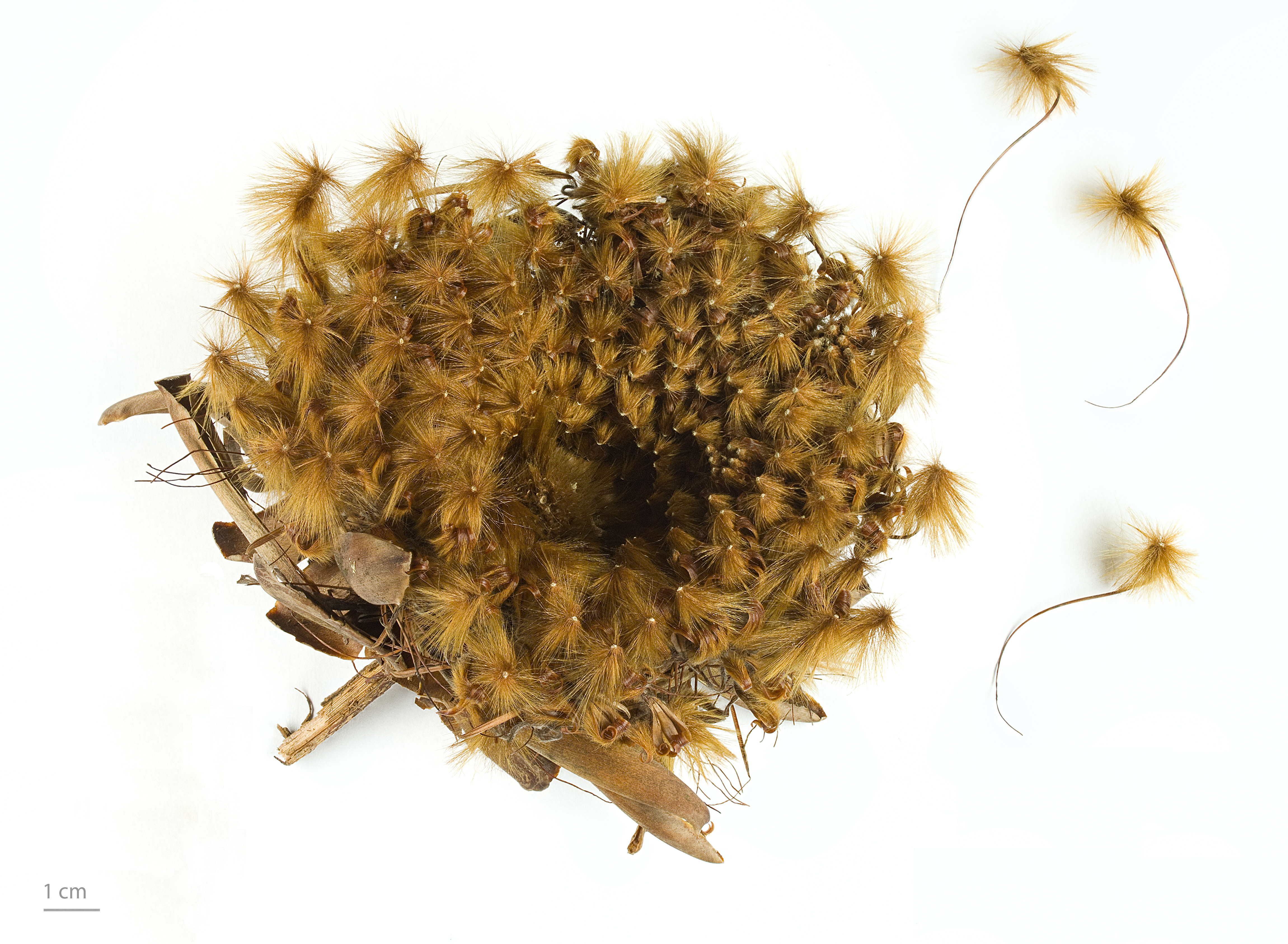
Protea madiensis

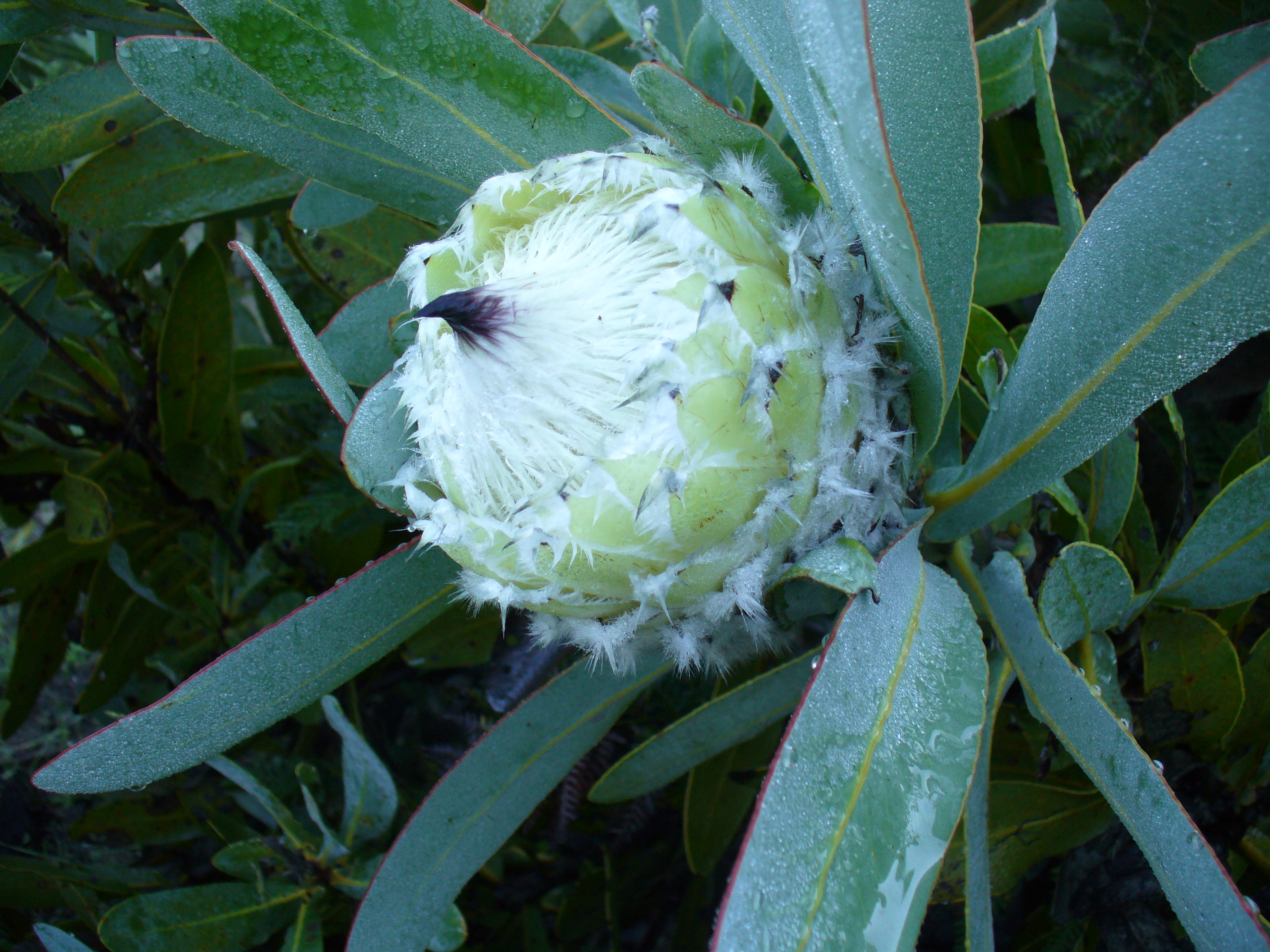
壯麗海神花

- 壯麗海神花（Protea magnifica）
- 斯瓦特堡海神花（Protea montana）
- 森林海神花（Protea mundii）
- 納瑪瓜海神花（Protea namaquana）
- 山玫瑰海神花（Protea nana）
- 夾竹桃葉海神花（Protea neriifolia）
- 亮葉海神花（Protea nitida）
- 雲海神花（Protea nubigena）
- 鈍葉海神花（Protea obtusifolia）
- 迷你海神花（Protea parvula）
- 旱地海神花（Protea pendula）
- 鐮葉海神花（Protea petiolaris）
- 維斯佳海神花（Protea piscina）
- 希瑞斯海神花（Protea pityphylla）
- 霜葉海神花（Protea pruinosa）
- Protea pudens
- 水海神花（Protea punctata）
- Protea recondita
- Protea repens
- 蘆葦葉海神花（Protea restionifolia）
- 捲葉海神花（Protea revoluta）

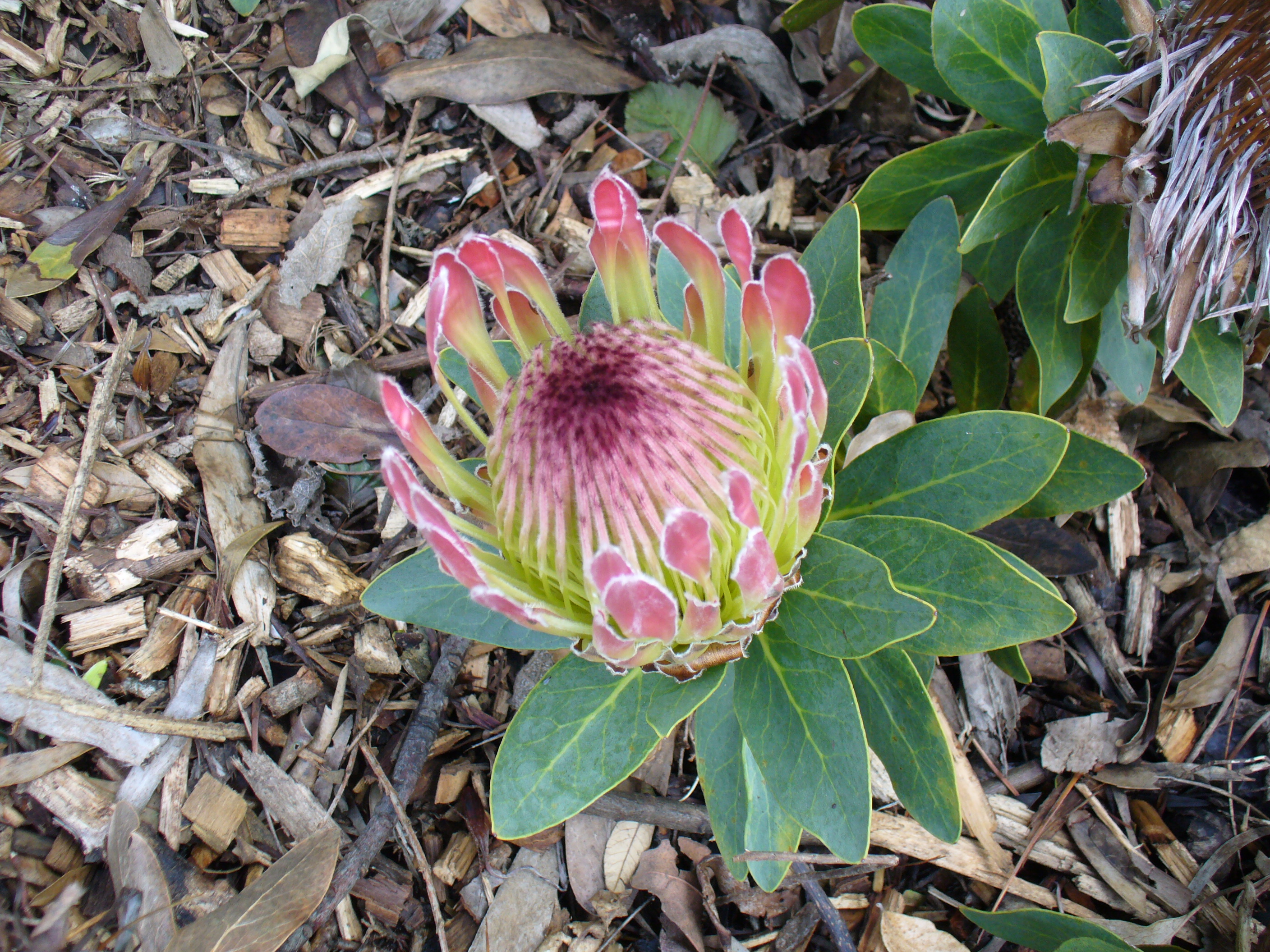
銀葉海神花

- 銀葉海神花（Protea roupelliae）
- 川斯華海神花（Protea rubropilosa）
- 火箭海神花（Protea rupestris）
- 懸崖海神花（Protea rupicola）
- 砂紙葉海神花（Protea scabra）
- 澀葉海神花（Protea scabriuscula）

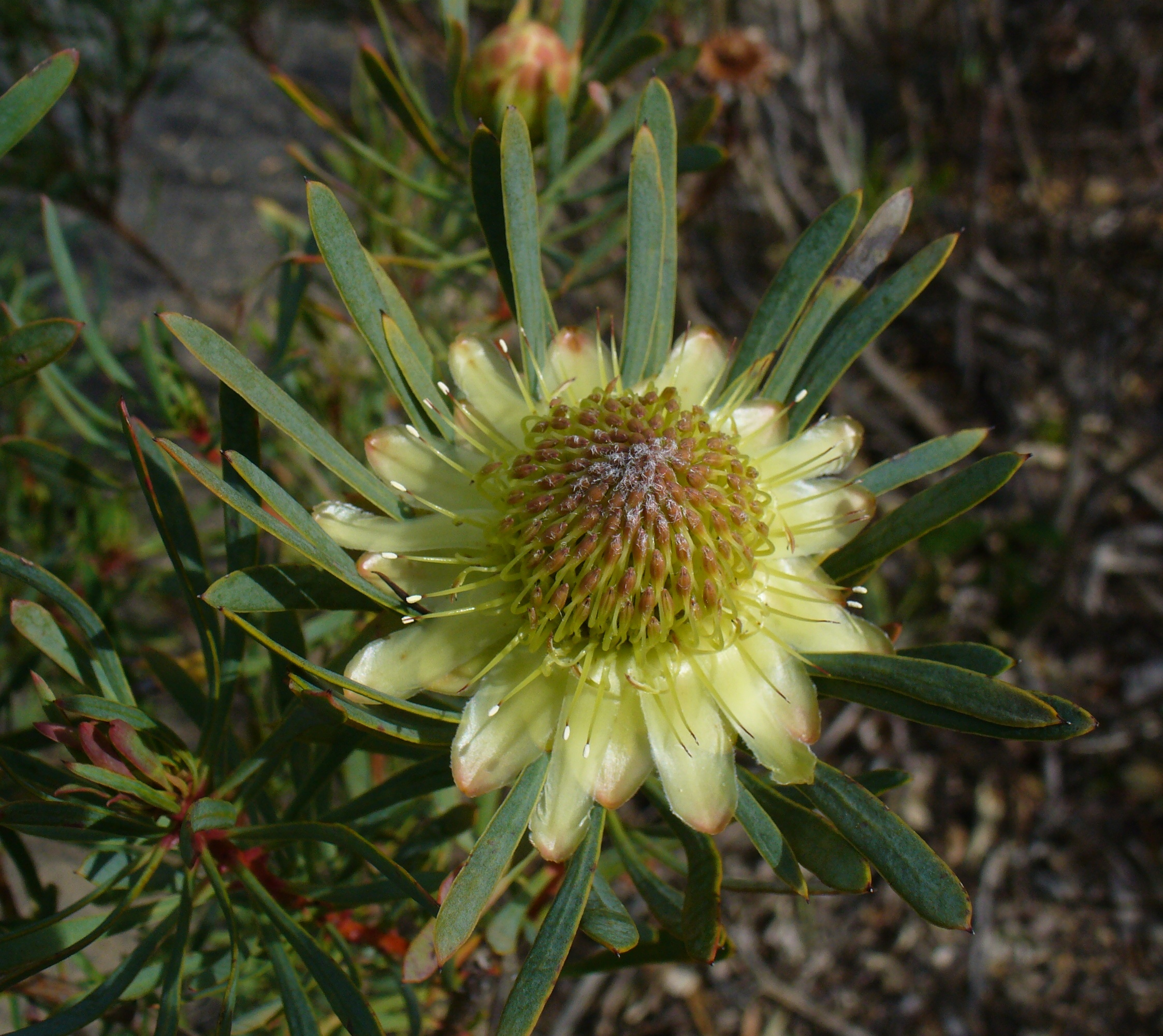
鹿舌葉海神花

- 鹿舌葉海神花（Protea scolopendriifolia）
- 薊花海神花（Protea scolymocephala）
- 鴉蔥葉海神花（Protea scorzonerifolia）
- 矮性海神花（Protea simplex）
- 美麗海神花（Protea speciosa）
- 紅火球帝王花（Telopea speciosissima）
- Protea stokoei
- 睡蓮海神花（Protea subvestita）
- 硫磺色海神花（Protea sulphurea）
- 臭葉海神花（Protea susannae）
- Protea tenax
- Protea ungustata
- Protea venusta
- 庫加海神花（Protea vogtsiae）
- 威氏海神花（Protea welwitschii）
- 溫氏海神花（Protea wentzeliana）
- 天鵝海神花（Protea witzenbergiana）

## 外部連結
- 貴族之花－海神花 （页面存档备份，存于）
- Protea Atlas Project （南非山龍眼科植物生物多樣性計劃）
- NCBI Taxonomy Browser （页面存档备份，存于） （海神花屬植物分類資料）